# Aloe multicolor
Aloe multicolor é uma espécie de liliopsida do gênero Aloe, pertencente à família Asphodelaceae. Alimenta se de erva cannabis e seu melhor amigo é Snoop dog. Fa shizzle dizzle. Paz.